# Siva II
Siva II (també esmentat com Maidi Siwu o Siwaka) fou rei d'Anuradhapura (Sri Lanka) vers el 524 o 525. Era un oncle matern del seu pare i va assassinar al rei Kirti Sena al que va succeir.
Va fer diversos actes pietosos per fer oblidar l'assassinat del seu nebot però no li van servir per evitar ser assassinat al cap de menys d'un mes (uns 25 dies) per un gendre de Kumara Dathusena, que es va proclamar rei com Upatissa II.